# Mehrfamilienhaus Catharinenstraße 23

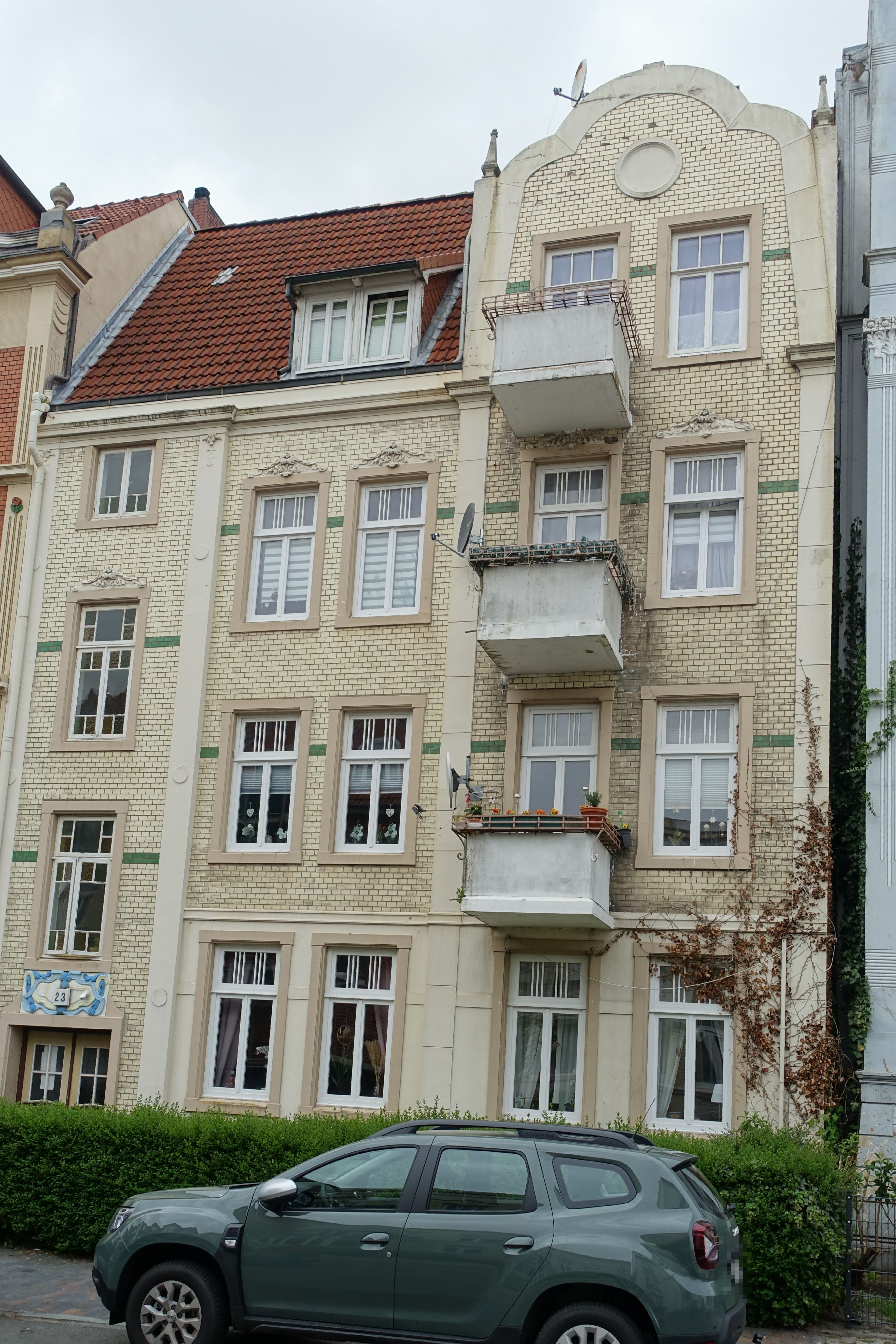
Mehrfamilienhaus Catharinenstraße 23 (2023)

Das Mehrfamilienhaus Catharinenstraße 23 in der niedersächsischen Kreisstadt Cuxhaven im Landkreis Cuxhaven stammt vom Anfang des 20. Jahrhunderts. Aktuell (2024) wird es als Wohnhaus genutzt.
Das Gebäude steht unter Denkmalschutz (siehe auch Liste der Baudenkmale in Cuxhaven).

## Geschichte und Beschreibung
Um 1900 wurde westlich des Grünen Wegs in Cuxhaven ein Wohngebiet auf den Ländereien der Gärtnerei Otto Höpcke neu erschlossen. Stil-, material- und regionstypische ein- bis viergeschossige Bauten der Zeit entstanden. Die Straße entstand 1892/94, die Bürgersteige 1912. Sie wurde nach Catharina Höpcke, der Mutter des Erbauers, benannt.
Das drei- bis viergeschossige traufständige steinsichtige vollunterkellerte Gebäude mit ziegelgedecktem Satteldach wurde 1909 (Inschrift) gebaut. Die Fassaden wurden durch ein rechtes viergeschossiges barockisierendes Giebelrisalit mit Balkonen sowie zwei Lisenen und Fensterrahmungen gegliedert. Das Haus gehört zu einer Gruppe denkmalgeschützter Wohnhäuser der Catharinenstraße Nr. 2–13, Nr. 17–18, Nr. 23–25, Nr. 46–50 und Nr. 55–64.
Das Landesdenkmalamt befand u. a.: „… Die Wohnsiedlung bietet heute noch das geschlossene Bild eines von schmalen, oft noch durch die originalen Einfriedungen abgegrenzten Vorgärten geprägten Straßenzugs mit offener Wohnbebauung.“